# Ángela Grossheim
Ángela María del Rosario Grossheim Barrientos (29 de julio de 1974) es una abogada peruana. Durante el Gobierno de Pedro Pablo Kuczynski se desempeñó como Ministra de Energía y Minas del Perú del 9 de enero al 2 de abril de 2018.

## Biografía
Es abogada por la Pontificia Universidad Católica del Perú. Tiene un máster en administración fiscal por la Sorbona, programa conjunto de París I-Pantheon y París IX-Dauphine.
Durante el gobierno de Alejandro Toledo fue asesora de la Presidencia del Consejo de Ministros (2005-2006). Bajo el segundo gobierno de Alan García Pérez fue asesora del Ministerio de Economía y Finanzas (2006-2008). Posteriormente, bajo el gobierno de Pedro Pablo Kuczynski, fue secretaria general del Ministerio de Economía y Finanzas, durante la gestión de Alfredo Thorne (2016-2017); y viceministra de Energía del Ministerio de Energía y Minas, durante la gestión de Cayetana Aljovín (2017), a la que sucedió como titular de dicho ministerio.
En el sector privado, trabajó en la empresa IC Power, empresa del sector energético, en donde se desempeñó como subgerente legal (2009-2014) y directora de desarrollo de proyectos (2014-2016).

### Ministra de Energía y Minas
El 9 de enero de 2018, juró como ministra de Energía y Minas del Perú del gobierno de Pedro Pablo Kuczynski, formando parte del denominado “Gabinete de la Reconciliación” presidido por Mercedes Aráoz. Reemplazó en dicho cargo a Cayetana Aljovín, que pasó a ser titular de Relaciones Exteriores.